# Saison 2013 des Rays de Tampa Bay
La saison 2013 des Rays de Tampa Bay est la 16e saison en Ligue majeure de baseball pour cette franchise.
Les Rays doivent jouer 163 matchs en 2013, une de plus que prévu, car pour se qualifier pour les séries éliminatoires ils franchissent avec succès l'étape du match de bris d'égalité qui les oppose aux Rangers du Texas. Avec cette victoire sur le terrain de leurs adversaires, ils battent les Indians à Cleveland dans le match de meilleur deuxième pour passer en Série de divisions, où ils sont éliminés par les futurs champions du monde, les Red Sox de Boston.
Avec 92 victoires et 71 défaites, un léger progrès sur leur fiche de 90-72 de la saison 2012, les Rays terminent seconds dans la division Est de la Ligue américaine, 5 matchs et demi derrière Boston. C'est une 6e campagne gagnante de suite pour les Rays, qui décrochaient leur 4e qualification pour les éliminatoires durant cette période. Sur le plan individuel, Wil Myers est le 2e joueur des Rays en trois ans et le 3e en 6 ans à gagner le prix de la recrue de l'année.

## Contexte
Avec 90 victoires et 72 défaites, les Rays sont en 2012 la cinquième meilleure des 14 équipes de la Ligue américaine, mais ils ne parviennent pas à se qualifier pour les séries éliminatoires, une première en trois ans. Avec cette cinquième saison gagnante de suite, les Rays terminent au troisième rang de la compétitive division Est, à cinq matchs des meneurs, les Yankees de New York, et à trois parties des Orioles de Baltimore et de la dernière place disponible pour les éliminatoires. Parmi les performances individuelles notoires, le gaucher David Price devient le premier joueur de l'histoire des Rays à remporter le trophée Cy Young du meilleur lanceur de la Ligue américaine.Fernando Rodney affiche la meilleure moyenne de points mérités de l'histoire des majeures (0,60) pour un lanceur de relève et bat le record de Dennis Eckersley. La Ligue majeure l'honore en le nommant releveur de l'année de la Ligue américaine et joueur ayant effectué le meilleur retour.

## Intersaison

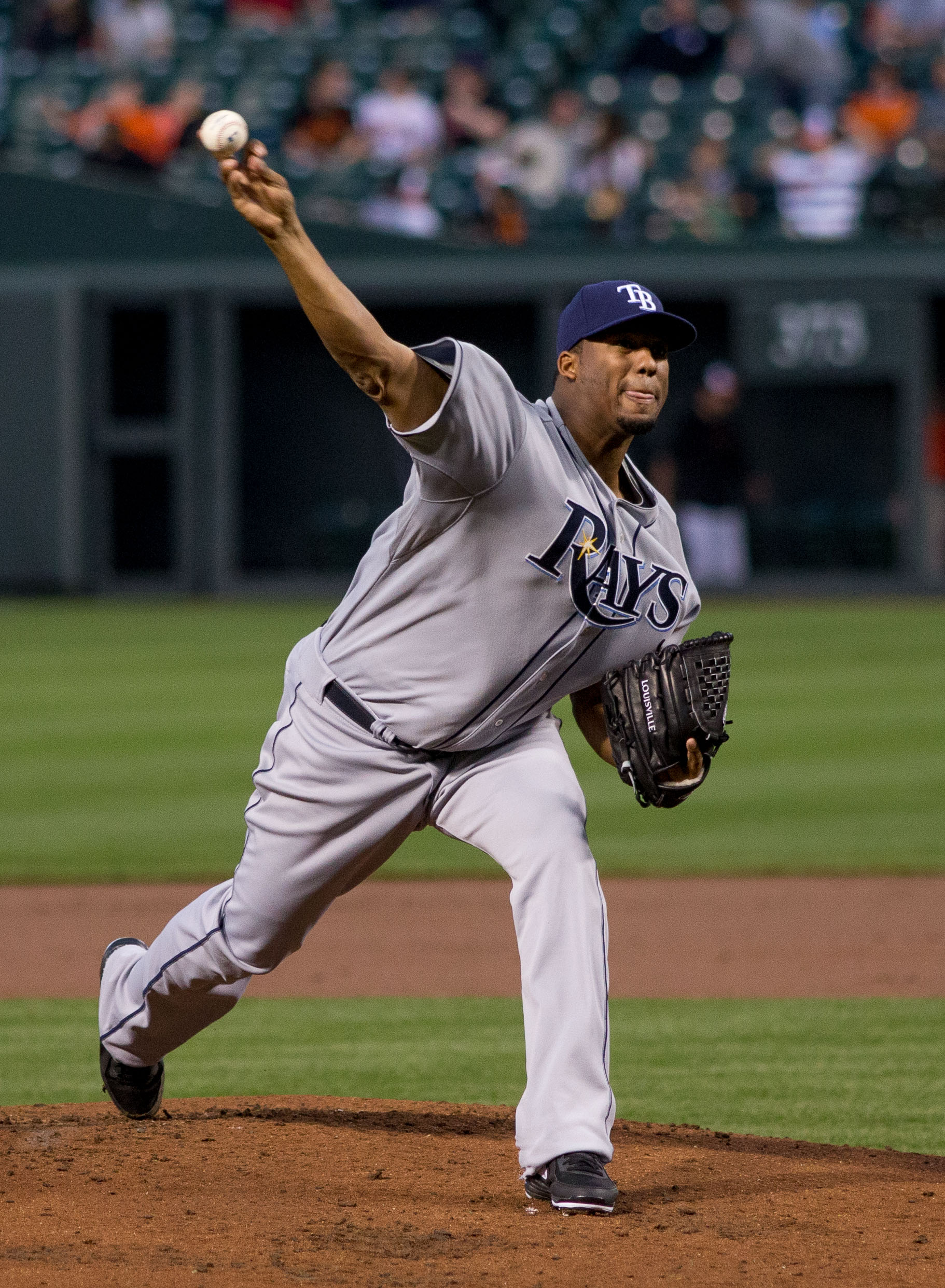
Roberto Hernandez, le 16 avril 2013.

Le 26 novembre 2012, les Rays prolongent le contrat de leur joueur vedette, le troisième but Evan Longoria, qui accepte une prolongation de six saisons pour 100 millions de dollars expirant en 2022, avec une option pour une autre saison en 2023.
En revanche, les Rays perdent leur voltigeur B. J. Upton qui, agent libre après 8 saisons à Tampa Bay, s'entend pour 5 ans avec les Braves d'Atlanta. On laisse également partir le premier but Carlos Peña, qui avait déçu à son retour chez les Rays, vers Houston, et l'avant-champ Jeff Keppinger part chez les White Sox de Chicago.
Le 9 décembre, les Rays font l'acquisition d'un joueur d'avenir très convoité : le voltigeur Wil Myers. Ce dernier est obtenu des Royals de Kansas City dans une transaction majeure où les Rays cèdent le lanceur vedette James Shields, le lanceur Wade Davis et l'arrêt-court Elliot Johnson. Tampa Bay reçoit, en plus de Myers, le lanceur droitier Jake Odorizzi, le lanceur gaucher Mike Montgomery et le joueur de troisième but Patrick Leonard.
Le 1er décembre, le lanceur de relève Burke Badenhop est transféré aux Brewers de Milwaukee. Les Rays accordent un contrat au lanceur droitier Roberto Hernandez, ancien de Cleveland autrefois connu sous le nom de Fausto Carmona. L'arrêt-court Yunel Escobar, qui joua en 2012 chez les rivaux de division de Toronto, est acquis le 4 décembre des Marlins de Miami. Les lanceurs de relève Kyle Farnsworth et Joel Peralta ainsi que le frappeur désigné Luke Scott sont de retour avec l'équipe.

## Calendrier pré-saison
L'entraînement de printemps des Rays se déroule du 23 février au 30 mars 2013.

## Saison régulière
La saison régulière des Rays se déroule du 2 avril au 29 septembre 2013 et prévoit 162 parties. À leur premier match, les Rays accueillent les Orioles de Baltimore.

### Juillet
- 29 juillet : Les Rays font l'acquisition du releveur droitier Jesse Crain des White Sox de Chicago[10].

### Août
- 5 août : Chris Archer est nommé meilleur lanceur et meilleure recrue du mois de juillet 2013 dans la Ligue américaine[11].

### Septembre
- 20 septembre : Dans une victoire à domicile de 4-3 en 18 manches de jeu sur les Orioles de Baltimore, les Rays disputent le plus long match de leur histoire en nombre de manches et en durée (6 heures 54 minutes[12]). Ils égalent le record du baseball majeur en employant 11 lanceurs différents en un match[13]. Les deux clubs établissent un record en utilisant 21 lanceurs au total[13].

### Classement
| Ligue américaine (Division Est) | V  | D  | %    | Diff. | Diff. (séries) |
| ------------------------------- | -- | -- | ---- | ----- | -------------- |
| Red Sox de Boston               | 97 | 65 | ,599 | -     | -              |
| Rays de Tampa Bay               | 92 | 71 | ,564 | 5½    | -              |
| Orioles de Baltimore            | 85 | 77 | ,525 | 12    | 6½             |
| Yankees de New York             | 85 | 77 | ,525 | 12    | 6½             |
| Blue Jays de Toronto            | 74 | 88 | ,457 | 23    | 17½            |

## Affiliations en ligues mineures
| Niveau            | Équipe                  | Ligue                    |
| ----------------- | ----------------------- | ------------------------ |
| AAA               | Durham Bulls            | Ligue internationale     |
| AA                | Montgomery Biscuits     | Southern League          |
| A-Advanced        | Charlotte Stone Crabs   | Florida State League     |
| A                 | Bowling Green Hot Rods  | Midwest League           |
| A (saison courte) | Hudson Valley Renegades | New York - Penn League   |
| Ligue des recrues | Rays de Princeton       | Appalachian League       |
| Ligue des recrues | GCL Rays                | Gulf Coast League        |
| Ligue des recrues | DSL Rays                | Dominican Summer League  |
| Ligue des recrues | VSL Rays                | Venezuelan Summer League |